# Calicivirus felí
El calicivirus felí (FCV) és un virus ARN de la familia caliciviridae (gènere vecivirus) que pot provocar un rang ampli de patologies. Aquestes es focalitzen en el tracte digestiu, la cavitat oral i la conjuntiva ocular. Ve acompanyat d'un edema i, a vegades, d'úlceres epitelials (sobretot en la cavitat oral). En casos d'infecció greu, poden aparèixer patologies com la pneumònia intersticial o edemes pulmonars.

## Ultraestructura
Els virions de la família Caliciviridae no tenen embolcall i són d'uns 40 nanòmetres de diàmetre. La seva simetria és icosaèdrica. Consta de 180 molècules proteiques idèntiques que s'organitzen en dímers formant 90 estructures arquejades, que, a la vegada, formen una estructura externa amb 32 depressions "amb forma de copa" que li donen la seva aparença característica.
Pel que fa a la seva estructura genòmica es basa en una simple molècula lineal d'ARN, de cadena simple i d'una mida aproximada de 7,4-7,7 kb. L'extrem 3' d'aquest ha patit un procés de poliadenilació i, d'altra banda, l'extrem 5' hi té una proteïna lligada covalentment.
La replicació del Calicivirus felí és citoplasmàtica. Durant aquesta, es produeix l'ARN genòmic i porcions subgenòmiques d'RNAm.
Les proteïnes no estructurals i les proteïnes estructurals estan codificades en dos marcs de lectura diferents, així doncs la transcripció genètica produeix dues espècies de RNAm. Una d'elles correspon a l'RNA genòmic mentre que, l'altra espècie d'RNAm correspondrà a les molècules subgenòmiques (2,4kb de mida). A partir d'aquest RNAm i la seva traducció es crearan les proteïnes estructurals i algunes no estructurals. Les no estructurals, com la 2C helicasa o proteases produïdes gràcies a la traducció, permetran processar una poliproteïna per a extreure, mitjançant un procés de cascada, la resta de les proteïnes individuals necessàries per a la proliferació del microorganisme.

## Simptomatologia

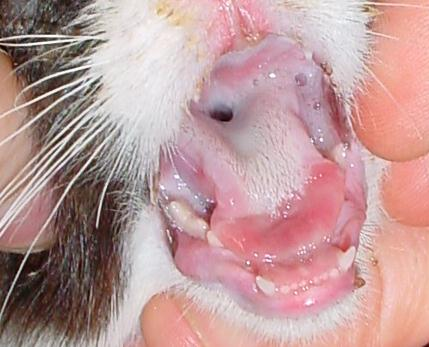
Afectacions a les vies respiratòries altes d'un gat infectat per calicivirus felí. Es poden veure clarament secrecions salivals i certes lesions semblants a úlceres a nivell de l'epiteli bucal.

Els animals afectats pel Calicivirus felí presenten uns símptomes variables segons la virulència d'aquest virus i els factors dels hostes que pot infectar.
Els sígnes clínics més característics d'aquesta infecció són:
- Afeccions oculars
- Afeccions de les vies respiratòries altes, especialment en gats joves. Depenent de la immunització de l'hoste, el virus pot fer tropisme cap al parènquima pulmonar provocant una alveolitis focal i que pot arribar a generar pneumònia. En aquest últim cas, es recomana l'ús d'antibiòtics.
- Coixeres i/o artritis: degut a la disseminació sistèmica del virus i la sinovitus secundària degut al dipòsit dipòsit d'immunocomplexes amb engruiximent de la membrana sinovial i l'augment de la quantitat de líquid sinovial acumulat a l'articulació. Les coixeres poden presentar-se de manera intermitent o contínua, podent afectar una o diverses articulacions.
- Afectacions bucals:
  - Úlceres orolinguals: el FCV provoca necrosis dels epitelis afavorint l'aparició d'úlceres i vesícules típiques del quadre clínic. Aquestes úlceres solen cicatritzar entre 2 i 3 mesos.
  - Gingivitis crònica
  - Estomatitis crònica: com a conseqüència els gats solen presentar sialorrea, halitosis, disfàgia, dificultat al menjar, pèrdua del comportament d'acicalament
  - Excés de salivació al voltant de la boca
- Secrecions nasals, oculars i bucals
- Anorexia: com a causa del dolor a la boca, disminueix la ingesta.
- Febre

Els gats afectats pel FCV poden desenvolupar una infecció crònica i convertir-se en portadors. Podem trobar casos de gats simptomàtics i d'asimptomàtics, fent així, més difícil la seva identificació.
En molts casos, el virus es troba protegit dins dels individus afectats i, de fet, els gats convalescents per la malaltia tenen càrrega vírica durant mesos. L'estrés pot provocar una reinfecció. Les diferents soques de calicivirus felí varien molt en el sentit de virulència; algunes soques s'associen a infeccions subclíniques o infeccions a vies altes respiratòries. En cadells de gat sol tenir efecte més importants i, fins i tot, provoca pneumònies.

## Transmissió
El FCV es transmet bàsicament per contacte directe. Aquest contacte pot èsser de gat a gat mitjançant:
- Saliva
- Secrecions oculars
- Secrecions nasals
- Secrecions salivals
- Aerògena
- Orina/Femtes

La transmissió per contacte directe és bastant habitual en criadors i col·lectius
La transmissió natural és deguda a fòmites i via aerosol (forma indirecta). Aquest últim no té un paper tant important, ja que la transmissió no es pot fer a una distància superior a un metre.
Quant a la transmissió per fòmites, el FCV es caracteritza per ser altament resistent a l'ambient, de manera que pot romandre viable fins a una setmana. En cas que les zones siguin ruixades amb desinfectants com hipoclorit de sodi, el virus serà ràpidament destruït.
El virus se sol transmetre dels fòmites dels humans a gats susceptibles. El període d'incubació és de 2 a 6 dies.

## Diagnosi de la malaltia
La diagnosi de la malaltia es basa en la presentació clínica, és a dir, els efectes de la malaltia es fan palesos de manera evident en una exploració clínica. La diagnosi definitiva es fa mitjançant una anàlisi de laboratori, i en concret a través de tres mètodes principals: la detecció de l'àcid nucleic, un aïllament del virus i/o una prova de serologia. Hem de tenir en compte que la gran variabilitat genètica que presenta aquest virus pot dificultar la detecció del patògen, així com que el fet d'existir poca correlació entre la presència del virus i els signes clínics, pugui donar falses lectures dels resultats.

### Detecció d'àcids nucleics
Es pot dur a terme mitjançant TC-PCR de mostres preses mitjançant un escovilló de secrecions oculars, nasals, i preferentment de la gola, així com de raspats cutanis, teixit pulmonar o sang. L'eficàcia o sensibilitat de la prova es veurà afectada pels encebadors fets servits així com pel tipus de soca detectada. També s'ha desenvolupat la prova PCRmax per poder detectar alhora el FHV1 o herpesvirus tipus 1, causant de la rinotraqueïtis felina. Aquesta prova ens permet detectar entre altres coses, la soca vírica responsable de la simptomatologia clínica. La seva especificitat és major respecte l'aïllament, però també existeix el risc de l'aparició de falsos negatius. Una PCR positiva no sempre és identificatiu que el FCV és la causa dels signes clínics, ja que la infecció pot ser subclínica.
Es tracta d'una de les tècniques més emprades, ja que, des del punt de vista clínic, la infecció per calicivirus felí no es pot diferenciar de la rinotraqueïtis felina]] causada per herpesvirus del tipus 1 felí. Tot i això, aquests dos virus es poden diferenciar fàcilment mitjançant imatges de microscòpia electrònica, una prova de sensibilitat a dissolvents lipídics o per mètodes immunològics.

### Isolació del virus
És un mètode que ens indica la presència de replicació vírica i presenta l'avantatge de ser menys sensible a la variació de les diferents soques. El virus pot ser aïllat de mostres preses mitjançant un escovilló de secrecions oculars, nasals, i de la gola. L'aïllament del virus sol tenir una especificitat del 90% però s'ha de tenir en compte la possibilitat que apareguin falsos negatius, ja que a mesura que el gat es recupera clínicament, la secreció viral disminueix.
Aquesta prova pot fallar per diversos factors com la poca quantitat de virions a la mostra, la inactivació del virus durant el trasllat de la mostra o per la presència d'anticossos en fluids extracel·lulars que puguin impedir la replicació del virus in vitro. L'efectivitat de la prova pot augmentar si les mostres són preses de la conjuntiva o de l'orofaringe.

### Serologia
Es tracta d'una tècnica que presenta una especificitat menor però que ens pot esser de molta ajuda. De la mateixa forma que les proves anteriors, es prenen mostres que posteriorment es du a terme la identificació dels anticossos mitjançant una tècnica d'immunofluorescència o un immunoassaig enzimàtic (ELISA). Toi i així, aquesta prova és poc recomanable per la diagnosi de la malaltia, ja que no distingeix entre la infecció i la vacunació. La seroprevalença és molt present degut a la infecció de manera natural i a la vacunació, el que provoca de la detecció d'anticossos específics nos en ajudi a detectar una infecció, si no a saber si un individu pot estar o no protegit enfront de la malaltia.
Per acabar, també s'hauria de realitzar un ""diagnòstic diferencial"" per tal d'excloure altres possibles agents causals que també generen infeccions de les vies respiratòries altes com ara Mycoplasma felis, Chlamydophila felis i Bordetella bronchiseptica.

## Epidemiologia, control i prevenció

### Prevalença
El calicivirus felí és un virus molt estès arreu del món, ja que tots els gats en són susceptibles. La prevalença varia segons la població total de gats, però solen estar afectats el 10% dels gats domèstics, seguidament d'un 25% dels gats que viuen en grups, un 40% entre els gats que viuen en refugis o protectores i un 90% entre els gats que viuen en colònies. Les pèrdues econòmiques causades per mort de cadells de gats destinats a ser venuts i els costs per tal de poder tractar els infectats són substancials.
El 50% de casos provocats per calicivirus felí són fàcilment recuperables i afecten principalment signes clínics en les vies respiratòries altes. Però a partir de l'any, la gran majoria de gats tenen anticossos contra el virus i, per tant, és estrany veure casos en gats de més d'aquesta edat.

### Control i Prevenció
El control del Calicivirus felí és molt difícil en poblacions obertes (felins salvatges). El mètode utilitzat com a control o prevenció de la malaltia és la vacunació mitjançant virus inactivats i/o atenuats.
Els gats malalts clínicament, s'han d'isolar i, en el cas dels gats sans, cal posar-los en quarantena com a mínim una setmana per tal d'avaluar si poden estar infectats pel FCV, abans de ser introduïts amb la resta del grup.

### Vacunació
La vacunació enfront del FCV proporciona una bona protecció enfront de la malaltia del tracte respiratori superior però no prevé una futura infecció o la secreció de partícules víriques. Aquesta vacuna sol ser combinada amb la de l'herpesvirus felí de tipus 1.
És recomanable vacunar els gats però especialment aquells que es troben en colònies, ja que són el focus d'infecció més important.
Els gats que neixen de mares vacunades presenten altes concentracions d'anticossos que els protegeix del virus durant les 3-4 primeres setmanes i posteriorment disminueixen.
Cal destacar que les vacunes vives o atenuades poden tenir un cert grau de patogènia podent desenvolupar la malaltia si s'aplica de forma incorrecta (Per exemple si per casualitat o error, part de la vacuna que queda sobre la pell és ingeria per l'animal), encara que succeeix en rares ocasions. Per altra banda, també es recomana la vacunació de tots el gats, tant sans com aquells que s'han recuperat d'una infecció, ja que la seva immunitat contra la malaltia no està garantida per tota la vida.

#### Primovacunació
És molt important la immunització dels cadells, ja que són susceptibles a ser infectats per diverses malalties. El cicle de vacunació s'inicia al voltant de les 8 o 9 setmanes de naixement, i continua amb una segona vacunació després d'unes quatre setmanes de l'anterior (mai abans de les 12 setmanes de vida). En casos d'alt risc i amb alta probabilitat que la malaltia es desenvolupi en cadells ja vacunats, es pot realitzar una tercera vacunació a les 16 setmanes de vida aproximadament. En el cas de gats adults dels quals es desconeix la vacunació o tenen un control de vacunació incert, hauran de rebre dues vacunes amb un interval de dues a quatre setmanes.

#### Vacunes de reforç
L'interval de vacunes de reforç no és precís i existeixen diverses discrepàncies, però es recomana una vacunació de reforç cada 3 anys, exceptuant els casos d'alt risc de d'infecció (Per exemple vivers de gats, refugis…) que hauran de ser vacunats anualment.
No provoca zoonosi.